# Bahnhof Borken (Westf)
Der Bahnhof Borken (Westf) ist der zentrale Bahnhof der Stadt Borken und wichtiger Verkehrsknoten des westlichen Münsterlandes im Bundesland Nordrhein-Westfalen.
Der Borkener Bahnhof wurde 1880 in Betrieb genommen und ist ein ehemaliger Kreuzungsbahnhof an der Strecke Winterswijk – Gelsenkirchen-Bismarck, der Strecke Empel-Rees – Münster und der Nordbahn der Westfälischen Landes-Eisenbahn. Seit 1996 ist er Endbahnhof des einzigen noch in Betrieb befindlichen Streckenabschnitts Borken – Gelsenkirchen-Bismarck.

## Geschichte
Mitte der 1860er Jahre gab es die ersten konkreten Pläne für eine Eisenbahnstrecke durch den Achterhoek über Borken ins Ruhrgebiet. Das Vorhaben konkretisierte sich nach der Gründung der Niederländisch-Westfälischen Eisenbahn-Gesellschaft (Nederlandsch-Westfaalsche Spoorweg-Maatschappij; NWE/NWS). Der Staatsvertrag kam am 31. Juli 1875 zustande, die Konzession für den deutschen Streckenabschnitt stellte der damalige preußische Handelsminister Heinrich von Achenbach der NWE am 2. November 1875 unter Vorbehalt aus, die endgültige am 17. Februar 1877. Die Bauvorbereitungen begannen bald darauf. Von den fünf Bahnhöfen auf deutschem Gebiet war ein Bahnhof Gemen-Borken vorgesehen. Dieser sollte sich nach Plänen der NWE an der Verbindungsstraße zwischen Borken und der Ortschaft Gemen etwa anderthalb Kilometer südlich von Borken befinden. Die Stadt Borken wollte hingegen einen Bahnhof im Westen der Stadt, um auch Rhede und Raesfeld Zugang zum Bahnverkehr zu gewähren. Auf Bemühen des Borkener Landrates Wilhelm Bucholtz und einem mehrere Tausend Mark umfassenden Zuschuss seitens der Stadt Borken wurde der Bahnhof dann an den heutigen Standort im Nordosten des Stadtkerns verlegt.
Am 14. Juni 1880 wurde die Strecke Winterswijk – Borken – Dorsten – Bismarck feierlich eröffnet, der planmäßige Zugbetrieb begann am 21. Juni 1880. Die Betriebsführung übertrug die NWE zunächst der Bergisch-Märkischen Eisenbahn-Gesellschaft, wohingegen die zum Zeitpunkt der Inbetriebnahme befindlichen Anlagen im Eigentum der NWE verblieben. Der Fahrplan sah täglich drei Zugpaare zwischen Essen und Winterswijk vor, von denen zwei nach Amsterdam durchgebunden wurden. Nach der Verstaatlichung der BME 1882 trat die Königliche Eisenbahn-Direktion (KED) Elberfeld an ihre Stelle. Am 6. März 1883 wurde der unter dem Namen Borken-Gemen eröffnete Bahnhof in Borken (Westf) umbenannt. Bis zur Jahrhundertwende wurde das Angebot stetig ausgebaut. Am 1. März 1889 wurde die Strecke ebenfalls verstaatlicht. Die Strecke unterstand zwischen 1890 und 1895 kurzzeitig der KED Cöln rechtsrheinisch und kam 1895 endgültig zur KED Essen.
Das Empfangsgebäude befand sich auf der Westseite der Gleisanlagen. Im Mittelbau und dem nördlichen Anbau waren die Fahrkartenausgabe, die Diensträume der Bahnbeamten und des Zolls sowie die Bahnhofsgaststätte. Im Obergeschoss des Mittelbaus war die Dienstwohnung des Bahnhofsvorstehers. In einem separaten Zollschuppen wurden sämtliche die Grenze passierende Güter durchgeschaut. Für Kohle-Ganzzüge gab es zwischen den Hauptgleisen 1 und 2 eine erhöhte Zollbühne zum Beschauen der Wagen von oben. Planmäßig standen die Gleise 6, 7 West und 8 dem Zoll zur Verfügung. Gleis 5 diente als Freiladegleis. Im Jahr 1893 kam es zur ersten Erweiterung des Bahnhofs. Nördlich des Empfangsgebäudes entstand ein öffentliches Abortgebäude als Anbau an das Maschinen- und Pumpenhaus. Etwa gleichzeitig fand die Vergrößerung des Zollschuppens statt. Die Büroräume wurden von der Süd- auf die Nordseite verlagert und in dem neuen südlichen Anbau Räumlichkeiten zur Fleischbeschau sowie speziell zur Trichinenschau eingerichtet.

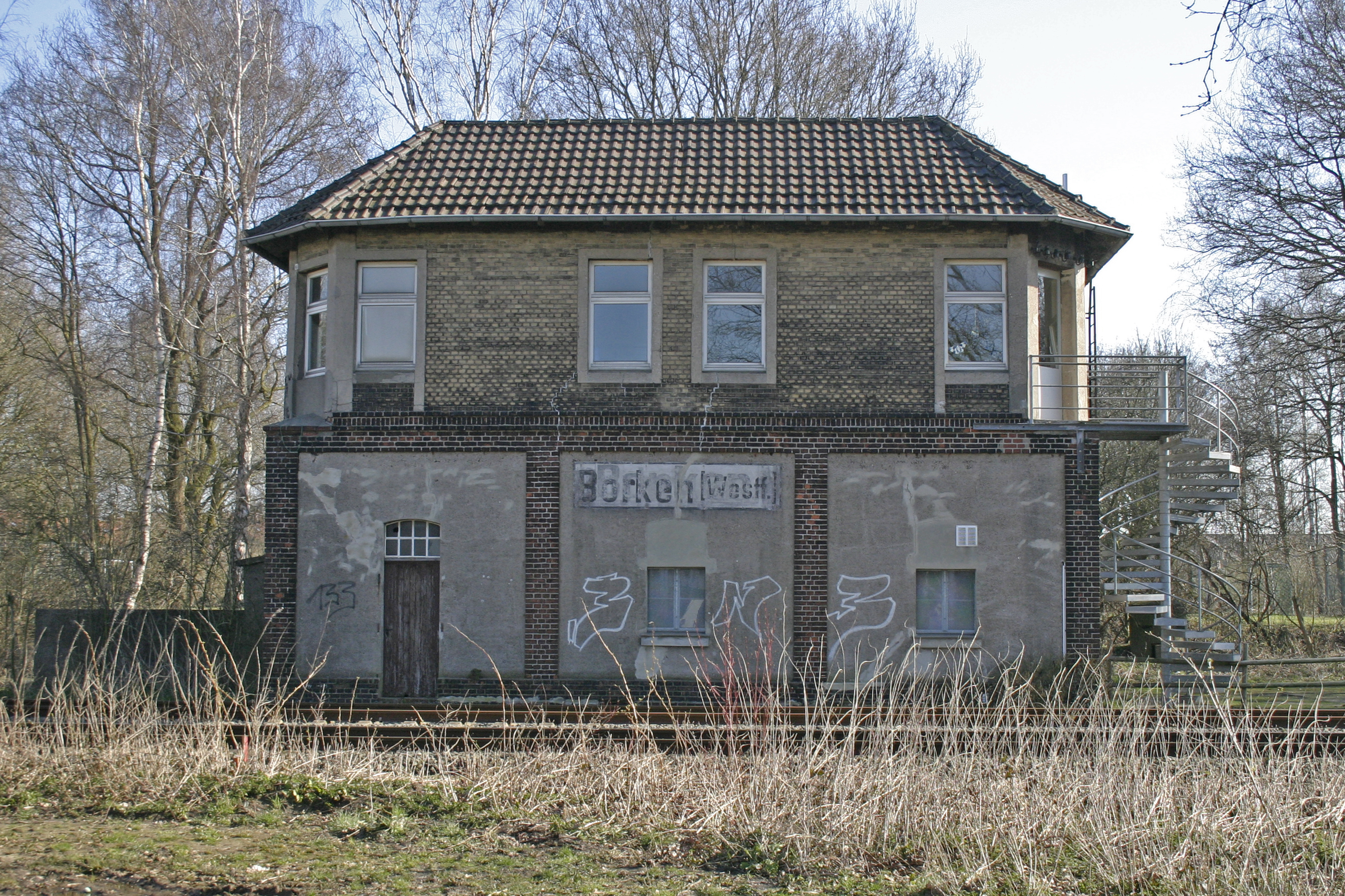
Stellwerk Bf (ehem. Bo) am Südkopf, 2015

Am 1. August 1902 wurde Borken an das erste Teilstück der Bahnstrecke Empel – Münster, vom Bahnhof Bocholt kommend, angeschlossen. Borken wurde zum Trennungsbahnhof. Der Erstbetrieb erfolgte mit vier Zugpaaren am Tag. Zwei Monate später, am 1. Oktober 1902, eröffnete die Westfälische Landes-Eisenbahn (WLE) in unmittelbarer Nähe zum Staatsbahnhof den Ausgangsbahnhof ihrer Nordbahn nach Burgsteinfurt über Stadtlohn, dessen Gleise bis 1951 nur im Süden des Bahnhofes an die Staatsbahn angeschlossen waren. Die WLE errichtete ihren Kleinbahnhof inklusive der benötigten Infrastruktur östlich des Staatsbahnhof. Über zwei Gleisverbindungen konnten Güterwagen zwischen beiden Bahnhöfen ausgetauscht werden. Der Zugverkehr startete mit vier Zügen pro Tag. Am 27. September 1904 wurde die Baumbergebahn nach Coesfeld (1907 bis nach Münster) verlängert, fünf weitere Zugpaare kamen auf. Die Strecke unterstand der KED Münster. Der Borkener Bahnhof wurde zum Kreuzungsbahnhof und das Güter- und Fahrgastaufkommen erhöhte sich kontinuierlich. Um dem gestiegenen Ansprüchen Herr zu werden, wurde der Bahnhof in den Jahren 1904 und 1905 umfangreich ausgebaut. Für den Personenverkehr entstanden zwei weitere Inselbahnsteige, die über Unterführungen mit dem Kleinbahnhof und dem Hausbahnsteig verbunden waren. Die Anzahl der Gleise insgesamt stieg von acht auf 21 an, die Überholgleise wurden dabei teilweise auf 600 Meter verlängert. Im Zusammenhang mit der Erweiterung entstanden bis 1906 ein Wasserturm und eine Drehscheibe. 1909 erhielten die neuen Bahnsteige eine Überdachung. Für die sichere Durchführung der Zugfahrten gingen drei mechanische Stellwerke in Betrieb.
1913 erreichte das Verkehrsaufkommen (vor allem der Güterzüge) einen Höhepunkt. Im Ersten Weltkrieg wurde der Verkehr nach Holland sofort eingestellt und auch der restliche Fahrplan ausgedünnt. Nach Kriegsende wurden die Verbindungen nur schleppend wieder hergestellt, die ersten internationalen Personenzüge fuhren ab 1919. Infolge des ab 1917 bestehenden Zusammenschluss der niederländischen Bahngesellschaften SS und HIJSM verlagerte sich der internationale Personenverkehr zwischen den Niederlanden und dem Deutschen Reich zunehmend auf die Verbindungen über Bentheim und Emmerich. Die durchgehenden Züge nach Amsterdam wurden aus dem Fahrplan gestrichen. Die 1920 gegründete Deutsche Reichsbahn stufte den Streckenabschnitt Borken – Grenze daher 1924 in eine Nebenbahn ab. In südlicher Richtung wurde das Angebot mit 19 täglichen Zugpaaren auf einen annähernden Stundentakt verdichtet. Die Strecke nach Gelsenkirchen-Bismarck sollte künftig aber nur eine regionale Bedeutung erlangen. Mit dem Ausbruch des Zweiten Weltkrieges wurde der internationale Personenverkehr erneut eingestellt. Für den Güterverkehr war in Borken vermutlich in den 1930er Jahren eine Kleinlokomotive stationiert, die die Übergabefahrten zu den kleineren Nachbarbahnhöfen übernahm.
Im Zweiten Weltkrieg wurde der Bahnhof bei Luftangriffen der Alliierten am 21. März 1945 vollständig zerstört. Neben dem Empfangsgebäude waren auch die Stellwerke Wt und Rt zerstört worden. Bereits vorher hatte es einzelne Angriffe auf Personen- und Güterzüge geben.
In den ersten Nachkriegsjahren errichteten die WLE und die Reichsbahn ihre beiden Bahnhöfe behelfsmäßig neu und nahmen die meisten Verbindungen wieder auf. Die Verbindung über die niederländische Grenze blieb vorerst außer Betrieb. Der Verkehr in Richtung Dorsten konnte erst 1948 nach dem Wiederaufbau der Brücken über den Wesel-Datteln-Kanal und die Lippe aufgenommen werden. Alle anderen Fahrpläne wurden bis 1950 wieder ausgebaut. Güterzüge von und nach Borken wurden bis 1948 über Bocholt und Wesel gefahren.

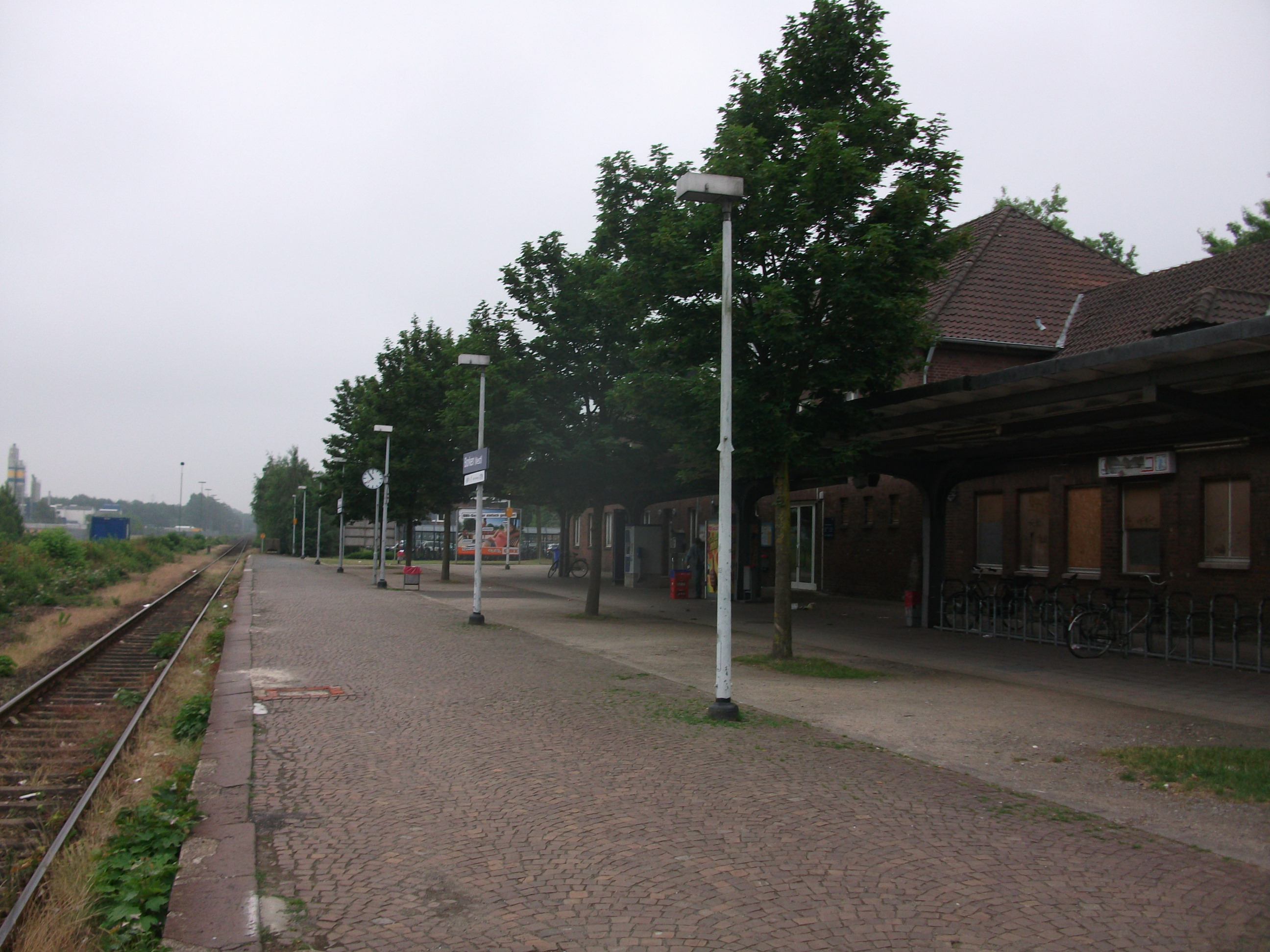
Empfangsgebäude mit Gleis 2, 2011

Das im Krieg zerstörte Empfangsgebäude wurde zunächst durch eine Baracke provisorisch ersetzt. Die Einweihung des von Erich Eickemeyer entworfenen Klinkerbaus fand am 5. September 1952 statt. Die Schalterhalle fiel gegenüber dem Vorkriegsbau wesentlich größer aus und war mit einer großen Karte des Kreises Borken verziert. Das Gebäude beherbergte auch Räumlichkeiten für den Zoll, diese gab die Bundeszollverwaltung Ende 1953 wieder zurück, nachdem eine Wiederaufnahme des internationalen Personenverkehrs nicht mehr absehbar war. Sie wurden anschließend von einer Bahnhofsbuchhandlung genutzt. Der erste Bauabschnitt umfasste ferner den Wiederaufbau der Güter- und Zollhalle und den Neubau des Wärterstellwerks Wt. Im zweiten Bauabschnitt von 1953 konnten die Bahnhofsgaststätte mit den dazugehörigen Wirtschaftsräumen und der Wartesaal umgesetzt werden.
Der Güterverkehr, der schließlich auch wieder grenzüberschreitend fuhr, blieb in den 1950er Jahren hinter dem Vorkriegsniveau zurück. Infolge der dreijährigen Verzögerung von 1945 bis 1948 wanderte ein Großteil der Kunden auf die Straße ab. Bis 1952 hatte die Deutsche Bundesbahn rund 60 Prozent ihrer Kunden an der Strecke nach Dorsten verloren.
Im Personenverkehr wurden hingegen neue Verbindungen aufgenommen, sodass 1952 um 1000 Personen täglich den Borkener Bahnhof frequentieren. Ab 20. Mai 1951 wurde Borken Halt des Grenzlandexpress, einem Heckeneilzug, der zeitweise von Mönchen Gladbach über Düsseldorf bis Rheine fuhr. Um diese Verbindung möglich zu machen, wurden die Gleise der WLE-Nordbahn und der Hauptstrecke in Höhe des Einfahrsignals aus Richtung Winterswijk miteinander verbunden. Der Grenzlandexpress verkehrte fast 25 Jahre bis zum 27. September 1975. Darüber hinaus bestand eine Direktverbindung von Borken nach Hagen über Wanne-Eickel. Für Arbeiter des Chemieparks Marl bestand bis Anfang der 1960er Jahre ferner ein Direktangebot von Borken nach Lippramsdorf mit Umsetzen in Hervest-Dorsten.
Ab Mitte der 1950er Jahre nahm auch der Personenverkehr stetig ab. Die Strecke ins Ruhrgebiet blieb vergleichsweise gut frequentiert, aber die Baumbergebahn über Coesfeld nach Münster und die Nordbahn wurden stark ausgedünnt. Letztere fuhr seit 1958 auch im Staatsbahnhof, da die WLE ihren eigenen Bahnhof stilllegte. Der WLE-Bahnhof wurde wenige Jahre später mit Ausnahme eines Ladegleises abgebaut. Zusammen mit der Stilllegung des Kleinbahnhofs wurde auch der Personenverkehr nach Burgsteinfurt am 13. November 1959 eingestellt, die WLE betrieb hier nun nur noch Güterverkehr. Am 1. Oktober 1961 stellte die Bundesbahn den Personenverkehr zwischen Borken und Burlo an der Strecke nach Winterswijk ein.
Anfang der 1960er Jahre geriet eine niederländische Dampflokomotive beim Rangieren in die Grube der Drehscheibe, sodass diese nach dem Unfall sofort stillgelegt wurde. In der Folge setzte die Bundesbahndirektion Essen auf Personenzügen die Baureihe 50 ein, die im Gegensatz zur bisher eingesetzten Baureihe 3810–40 auch mit Tender voraus 80 km/h fahren durften. Kurze Zeit darauf übernahmen die Tenderlokomotiven der Baureihe 780–5 die Aufgaben.

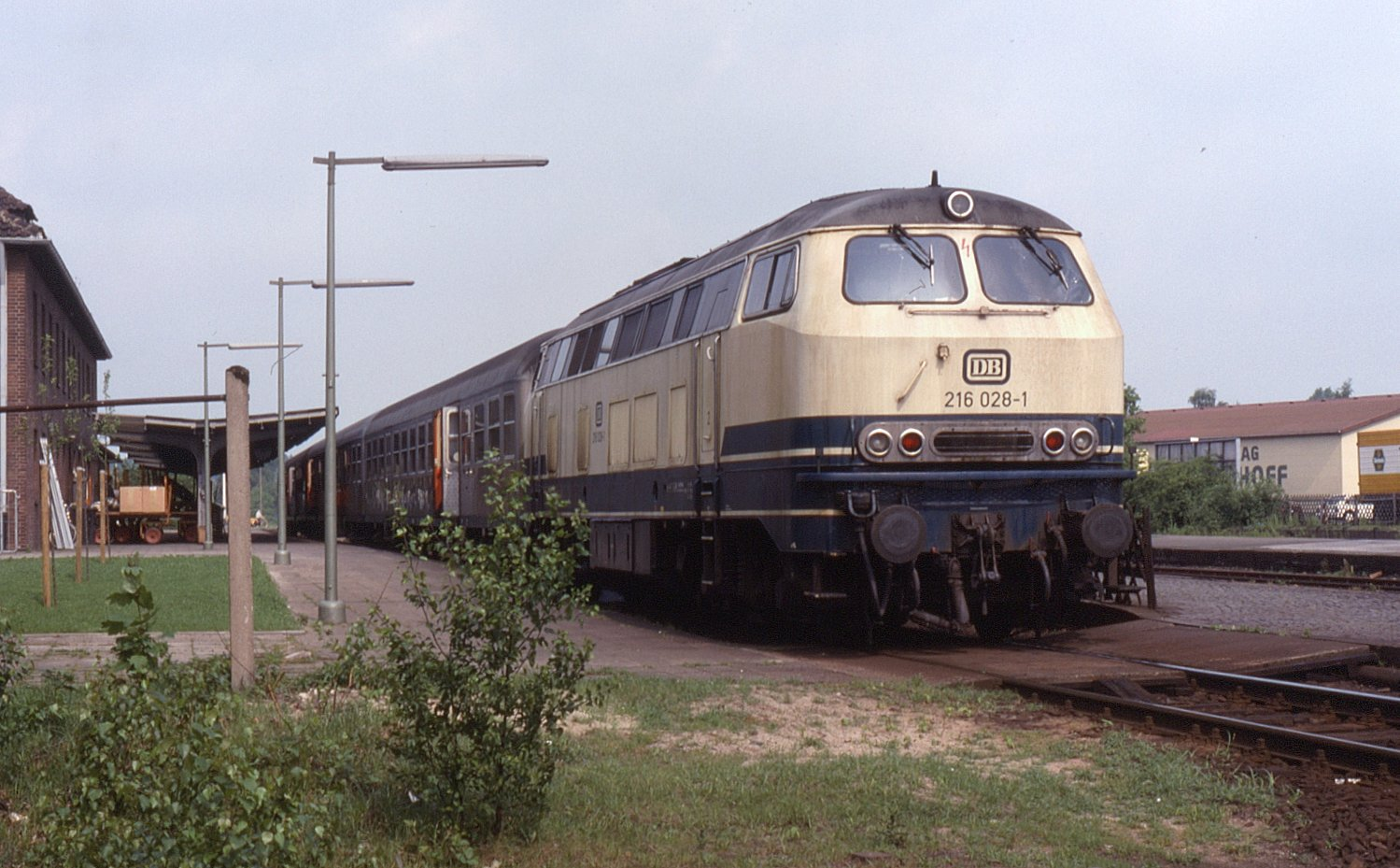
Personenzug mit 216 028 an der Spitze vor der Abfahrt nach Bottrop Hbf, 1990

Borken war in den 1960er Jahren ein kleinerer Rangierknoten im westlichen Münsterland. Die meisten der bis zu zehn Güterzugpaare pro Tag wurden am Ablaufberg zerlegt. Durchgehende Züge von Gelsenkirchen-Bismarck nach Winterswijk gab es daher nur im Spätverkehr. Infolge der zunehmenden Abwanderung des Güterverkehrs auf die Straße schloss die Borkener Güterabfertigung am 1. Juni 1975. Die Übergabefahrten zwischen Winterswijk und Borken wurden zum 29. September 1979 eingestellt, es verblieben einzelne Übergabezüge zwischen Borken und Burlo. Bereits am 25. Mai 1974 folgte die Einstellung des Personenverkehrs auf dem Abschnitt Isselburg-Anholt – Coesfeld der Baumbergebahn, ab 1981 fuhren in Richtung Bocholt auch keine Güterzüge mehr. Die Strecke wurde 1982 als erste rückgebaut. Die Verbindung nach Coesfeld wurde ab 1983 nicht mehr vom Güterverkehr genutzt. Die Gleise blieben als Anbindung zur Bundeswehrkaserne jedoch zunächst erhalten. Auf der Nordbahn nach Steinfurt wurde der Güterverkehr zum 1. April 1984 von der Bundesbahn übernommen und zum 30. Januar 1988 eingestellt. Borken wurde wieder zum Durchgangsbahnhof.
Das Gleisfeld des Bahnhofs wurde in den 1980er Jahren stark zurückgebaut, nach der Aufgabe der Strecken Richtung Bocholt und Coesfeld wurden die Weichen im Nordkopf auf Handbetrieb umgestellt und die meisten Ausfahrsignale nach Norden abgebaut. Das Befehlsstellwerk Bf (ehemals Wt) übernahm seither nur noch Aufgaben einer Befehlsstelle wahr und diente zur Sicherung des Bahnübergangs der Bundesstraßen 67 und 70. 1989 wurde der Bahnhofsvorplatz für 2,5 Millionen D-Mark umgestaltet. Die Pläne für die Umgestaltung des Platzes reichten bis in die 1970er Jahre zurück. Zum 30. September 1994 stellte die Deutsche Bahn den Güterverkehr zwischen Borken und Burlo ebenfalls ein, der Streckenabschnitt wurde am 1. Januar 1996 stillgelegt. In diesem Zusammenhang wurde das Stellwerksgebäude Bt aufgegeben und in das bis dahin als Wärterstellwerk genutzte Stellwerk Bo (ehemals Ot) verlegt. Das Empfangsgebäude wurde auf eine Halle mit nur zeitweise bedientem Reisezentrum reduziert.
Seit 2006 wird die Strecke von der NordWestBahn bedient. Der Regional-Express „Der Borkener“ (RE 14) wird seitdem im Stundentakt nach Essen durchgebunden, statt wie zuvor von der ehemaligen Regionalbahn nach Wanne-Eickel. Im Jahre 2021 bekam der RE 14 den neuen Namen „Emscher-Münsterland-Express“ mit zusätzlichen Linienast. Es wurde eine Machbarkeitsstudie in Auftrag gegeben, den RE 14 über Borken über Rhede nach Bocholt zu verlängern.
2012 wurde der Bahnsteig weiter nach Süden verlegt, um Platz für die Bahnhofsstraße zu schaffen, die sich seit 2015 durch den ehemaligen Bahnhof zieht. 2014 wurde das alte Bahnhofsgebäude abgerissen. Auf dem bisherigen Bahnhofsvorplatz wurde ein großzügiger Busbahnhof errichtet. An den Gesamtkosten der Umgestaltung beteiligte sich das Land Nordrhein-Westfalen mit 300.000 Euro, die Deutsche Bahn trug die Restkosten.

## Aufbau
Bezogen auf die Strecke Winterswijk – Gelsenkirchen-Bismarck ist die Betriebsstelle im Streckenkilometer 42,7 gelegen. Bezogen auf die ehemalige Strecke von Empel-Rees nach Münster (Westfalen) Hauptbahnhof befand sich der Bahnhof im Kilometer 37,37. An der Nordbahn der WLE war der Borkener Kleinbahnhof Streckenausgangspunkt.
Der Staatsbahnhof verfügt seit dem letzten Umbau über drei Gleise, von denen Gleis 1 (ehemals 3) das einzige verbliebene Hauptgleis ist, die Gleise 2 und 3 (ehemals 4 und 5) sind Nebengleise, deren Zufahrt erfolgt über die einzig noch verbliebenen Weichen 1 und 8 (ehemals 3). Fahrten auf Hauptsignal sind vom Einfahrsignal 45A nach Gleis 1 und in der Gegenrichtung aus Gleis 1 über Ausfahrsignal 45F in Richtung Gelsenkirchen-Bismarck möglich.
In Richtung Winterswijk ist das Ausfahrsignal 45N1 als Zielsignal vorhanden, damit eine Einfahrt nach Gleis 1 mit 60 km/h erfolgen kann. Die leit- und sicherungstechnischen Anlagen wurden bis Dezember 2018 vom Stellwerk Bf („Borken Fahrdienstleiter“) am Südkopf des Bahnhofs bedient und überwacht. Anfang Dezember 2018 erfolgte die Anbindung an das ESTW Coesfeld.
Der WLE-Bahnhof lag westlich der Ladestraße. Im Nordkopf gab es einen Bahnsteig, über eine Unterführung war er mit den Staatsbahnsteigen verbunden. Südlich lag ein Übergabegleis zur Staatsbahn. Das WLE-Bahnhofsgebäude wurde im Zweiten Weltkrieg zerstört. 1951 wurde auch im Norden eine Verbindung hergestellt, so dass die Züge aus Ahaus direkt in den Staatsbahnhof einfahren konnten.

## Bedienung

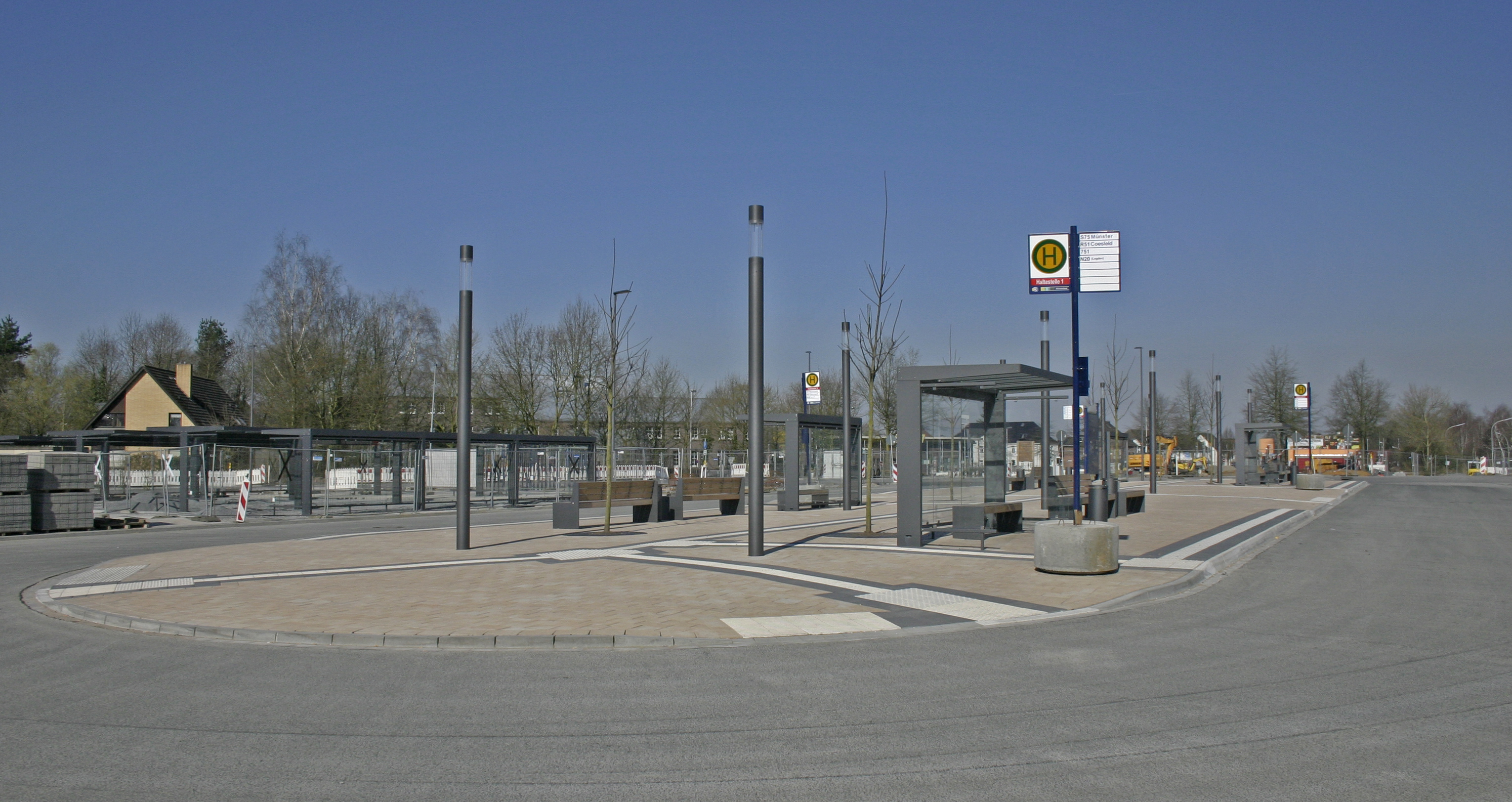
Busbahnhof Borken, 2015

### Schienenpersonenverkehr
Im Schienenpersonennahverkehr wird Borken (Westf) heute nur noch von einer einzigen Regional-Express-Linie bedient. Sie verkehrt auf dem südlichen Teilstück von Essen bis Gladbeck West parallel zur Linie S9 der S-Bahn Rhein-Ruhr und bedient dort nur wichtigere Stationen, auf dem nördlichen Teilstück hält sie dagegen überall:
| Linie | Verlauf | Takt   | Betreiber     |
| ----- | --- | ------ | ------------- |
| RE 14 | Emscher-Münsterland-Express: Borken (Westf) – Marbeck-Heiden – Rhade – Deuten – Hervest-Dorsten – Dorsten – Feldhausen – Gladbeck-Zweckel – Gladbeck West – Bottrop Hbf – Essen-Borbeck – Essen Hbf Stand: Fahrplanwechsel Dezember 2023 | 60 min | RheinRuhrBahn |

### Busverkehr
| Linie   | Verlauf | Takt (Mo–Fr)          | Takt (Sa–So)                                 |
| ------- | --- | --------------------- | -------------------------------------------- |
| 713     | Borken Bf – Heiden Alter Kirchplatz – Reken Bf – Reken Babarastr. – Klein Reken | Schulverkehr          | –                                            |
| 723     | Borken Bf – Borken Friedhof – Bahnhof Marbeck-Heiden – Marbeck Bente – Borken Bf | Schulverkehr          | –                                            |
| 724     | Nünning-Realschule – Borken Bf – Borken Friedhof – Marbeck Denkmal – Marbeck-Heiden Bf – Rhade Bf | Schulverkehr          | –                                            |
| 751     | Nünning-Realschule – Borken Bf – Ramsdorf Ortsmitte – Holthausen Schule – Nordvelen Schlatt – Velen Ellinghaus | Schulverkehr          | –                                            |
| 753     | Borken Wilbecke – Borken Bf – Weseke Schlückersring – Stadtlohn Wessendorf – Wüllen Am Spieker – Ahaus Bf | Schulverkehr          | –                                            |
| 851     | Borken Bf – Borken Friedhof – Westborken Schlöter – Hoxfeld Wüst – Rhedebrügge Ortsmitte – Westborken – An der Höchte | Schulverkehr          | –                                            |
| 853     | Stadtbus: Borken Bf – Borken Aquarius – Borken Nordring – Gemen Rot Kreuz Zentrum | 60 min (7–19 Uhr)     | 60 min (Sa 9–15 Uhr)                         |
| 854     | Borken Bf – Borken Jahnstr. – Gemenwirthe Alte Mühle – Burlo Kloster | Schulverkehr          | –                                            |
| B8      | Bürgerbus: Borken Landwehr – Borken Bf – Borken Markt – Borken Parkstraße – Borken Hovesath | 120 min (8–18 Uhr)    | 120 min (Sa 8–14 Uhr)                        |
| B9      | Bürgerbus: Borken Landwehr – Borken Bf – Borken Markt – Borken Aquarius – Bahnhof Marbeck-Heiden – Heiden Alter Kirchplatz | 120 min (9–17 Uhr)    | 120 min (Sa 9–13 Uhr)                        |
| N20     | Nachtbus: Bocholt Bustreff/ZOH – Bocholt Bf – Borken Bf – Gemen Ortsmitte – Velen Ellinghaus – Flamschen Emmerick – Coesfeld Bf – Höven Kreuzung – Legden Dorf Münsterland | –                     | 120 min (20–4 Uhr)                           |
| R21 295 | Dorsten ZOB – Frühförderstelle – Marienviertel – Holsterhausen Baldursiedlung – Deuten Mitte – Deuten – Rhade Rütherweg – Rhade Bf – Rhade Ort – Raesfeld-Erle – Raesfeld – Borken Bf Der Abschnitt Dorsten – Raesfeld-Erle ist VRR-Linie 295; sonn- und feiertags Verkehr nur zwischen Raesfeld-Erle und Borken | 60/120 min (5–21 Uhr) | 120 min (Sa 7–22 Uhr) 120 min (So 9–20 Uhr)  |
| R51     | RegioBus: Bocholt Bustreff/ZOH – Bocholt Bf – Rhede Gudulakirche – Borken Bf – Ramsdorf Ortsmitte – Velen Ellinghaus – Hochmoor Sparkasse – Gescher Fabrikstraße – Coesfeld Bf Verstärkerbusse fahren zusätzlich stündlich Borken – Ramsdorf – Velen – Coesfeld ohne Umweg über Hochmoor und Gescher             | 60 min (5–4 Uhr)      | 60 min (Sa 7–3 Uhr) 60 min (So 8–4 Uhr)      |
| R54     | RegioBus: Borken Bf – Borken Kettelerstr. – Borkenwirthe Epskamp – Burlo Kloster – Oeding Bahnübergang teilweise bis Südlohn Am Vereinshaus | 60 min (6–19 Uhr)     | –                                            |
| R74     | RegioBus: Borken Friedhof – Borken Bf – Heiden Alter Kirchplatz – Groß Reken Alte Kirche – Maria-Veen Bf – Hülsten Schule | 60 min (6–20 Uhr)     | 060 min (Sa 8–19 Uhr) 120 min (So 10–18 Uhr) |
| R76     | RegioBus: Borken Bf – Borken Kreishaus – Weseke Schlückersring – Südlohn Am Vereinsheim – Stadtlohn Busbf – Ahaus Bf Teilweise Durchbindung mit R77 Ahaus – Heek – Nienborg – Epe – Gronau | 60 min (5–23 Uhr)     | 60 min (Sa 6–21 Uhr) 60 min (So 9–21 Uhr)    |
| S75     | Sprinter: Bocholt Bustreff/ZOH – Bocholt Bf – Rhede Gudulakirche – Borken Bf – Ramsdorf/Heiden – Merfeld Kirche – Münster Inselbogen – Münster Hbf | 60 min (5–21 Uhr)     | 060 min (Sa 9–19 Uhr) 120 min (So 8–22 Uhr)  |
| FLIXBUS | u. a. nach Dortmund, Amsterdam und Berlin |                       |                                              |

Die Buslinien R74, R76, S75 und 853 sind zum effizienten Umstieg auf die Minute 30 einer jeden Stunde getaktet, da dies auch die Ankunfts- und Abfahrtszeit des Regionalexpress ist.